# Anhinga d'Australie
Anhinga novaehollandiae
Espèce
Statut de conservation UICN

 LC  : Préoccupation mineure
L‘Anhinga d'Australie (Anhinga novaehollandiae) est une espèce d'oiseaux de la famille des Anhingidae.

## Répartition
Il vit en Australie, Indonésie, Nouvelle-Zélande et Papouasie-Nouvelle-Guinée.

## Habitat
Son habitat typique est les zones d'eau douce ou saumâtre de plus de 0,5 m de profondeur avec des arbres tombés ou des bancs de végétation, moins couramment des zones abritées d'eau salée ou des estuaires.

## Systématique
Il est étroitement lié à ses cousins d'Amérique (Anhinga anhinga), d'Afrique (Anhinga rufa) et d'Orient (Anhinga melanogaster).
D'après la classification de référence (version 14.1, 2024) de l'Union internationale des ornithologues, l'Anhinga d'Australie possède 2 sous-espèces (ordre philogénique) :
- Anhinga novaehollandiae papua Rand, 1938 ;
- Anhinga novaehollandiae novaehollandiae (Gould, 1847) .